# Нидерландские Антильские острова на летних Олимпийских играх 2004
Нидерландские Антильские острова принимали участие в Летних Олимпийских играх 2004 года в Афинах (Греция) в двенадцатый раз за свою историю, но не завоевали ни одной медали.